# 공진항
공진항(孔鎭恒, 1900년 12월 4일 ~ 1972년 5월 13일)은 대한민국의 기업가, 외교관, 행정가이다. 해방 직후 제1대 주프랑스 대한민국 공사와 제4대 농림부장관을 역임하였다.
본관은 곡부(曲阜). 개성에서 태어났다. 개성의 기업가로 명성이 높았던 공성학의 둘째 아들이다.

## 생애
1923년 와세다 대학 영문과를 나온 후(와세다 대학교 학사), 영국으로 건너가 1924년 런던대학 경제과 석사 과정에서 수업한 뒤 다시 프랑스로 가서 8년간 유학하여, 1934년 파리대학 사회학과 석사(사회과학 석사) 과정을 나왔다. 시베리아, 만주를 경유하여 귀국하면서 만주에 대규모 농장을 건설하여 재만 한국인의 노동력을 활용할 구상을 하여 만몽산업주식회사(滿蒙産業株式會社)를 창립하였다. 이 회사의 불입자금은 50만 원이었다. 이 가운데 반은 공진항이 내고 나머지는 같은 고향 사람인 이선근이 끌어들인 이진교(李鎭敎), 이홍근(李洪根) 등이 냈다. 1934년 한성도서 주식회사 전무, 1945년 신한공사 이사, 1946년 한성일보 부사장을 역임하였다.
주한 프랑스 대리공사 앙리 코스티에는 본국 정부의 훈령에 의하여 1949년 5월 30일 상오 11시 외무부 임병직 장관을 방문하고 과반 한국정부로부터 프랑스 정부에 요청 중이던 주프랑스 한국 대리공사 공진항의 아그레망 수락이 30일부로 결정되었음을 전달하여 왔다. 국제문화협회는 초대 주프랑스 공사로 불원간 파리로 부임하게 된 공진항의 환송회를 6월 3일 오후 5시에 종로 YMCA에서 개최하였다. 6월 14일, 공진항은 이등서기관 수행원 손병식, 비서 안병무를 대동하고 서북항공 편으로 김포공항을 출발하였다. 부임에 앞서 공진항은 13일, 기자들에게 다음과 같이 이국(離國)의 소회를 피력하였다. "날로 급전하여가는 유럽 중추지에 부임케 된 것을 영광으로 생각한다. 퇴적(堆積)한 제반 당면 문제를 국가의 기본방책에 의거하여 각근성취(恪勤成就)해 볼 양이다. 워싱턴에 들러 장면 대사와 사무협의 후 파리로 행할 터이다." 파리로 부임하여 1949년 7월 6일, 프랑스 외상에게 주프랑스 한국 공사 신임장을 봉정하였다. 같은 날, 주프랑스 공사관이 설치되었다. 1950년 11월 농림부 장관으로 임명되어 귀국하였다.

## 같이 보기
- 공성학
- 윤치호
- 윤치영
- 임병직
- 전규홍
- 조봉암